# 지나 (2001년)
지나(2001년 ~ )는 대한민국의 가수, 기업인이다.

## 방송
- 정신병동에도 아침이 와요 (2023)
- 걸스 온 파이어 (2024) - Top24

## 음반
- Ocean (2023)
- Broken House (2024)

## 피처링
- Nanso & Nadro <Where Are You> (2017)